# یوکو ایموتو
یوکو ایموتو (انگلیسی: Yuko Emoto؛ زادهٔ ۲۳ دسامبر ۱۹۷۲) جودوکار اهل ژاپن است.